# Manuel Saona Rodríguez
Manuel Simeón Saona Rodríguez es un político peruano. Fue consejero regional de Piura por la provincia de Huancabamba entre 2015 y 2018 durante la presidencia regional de Reynaldo Hilbck Guzmán. Fue también alcalde del distrito de Huarmaca en tres periodos entre 1993 y 1998 y entre 2003 y 2006.
Nació en el distrito de Huarmaca, provincia de Huancabamba, departamento de Piura, Perú, el 25 de diciembre de 1950, hijo de Arnulfo Saona Pacheco y Luz Gumercinda Rodríguez Carrasco. Cursó sus estudios primarios y secundarios en su localidad natal. Entre 1980 y 1985 Cursó estudios técnicos de educación en el INIDE en la provincia de Jaén.
Su primera participación política se dio en las elecciones municipales de 1993 cuando fue elegido como alcalde del distrito de Huarmaca siendo reelegido para ese cargo en las elecciones municipales de 1995. Luego no ser reelegido en las elecciones de 1998, volvió a serlo en las elecciones municipales del 2002 llevando su tercer y último periodo como alcalde entre 2003 a 2006. En las elecciones municipales del 2006 y del 2010 tentó la alcaldía de la provincia de Huancabamba sin éxito. Participó en las elecciones regionales del 2014 en las que fue elegido como consejero regional por la provincia de Huancabamba. Tras su gestión volvió a tentar sin éxito su elección como alcalde del distrito de Huarmaca.